# Diprion hutacharernae
Diprion hutacharernae is een insect uit de familie van de dennenbladwespen (Diprionidae). De soort komt voor in Thailand, China en omstreken.

## Synoniemen
Er zijn twee synoniemen bekend:
- Diprion hutatacharernae
- Diprion hytacharernae